# Dario Mangiarotti
Dario Mangiarotti   (Milà, 18 de desembre de 1915 - Lavagna, 9 d'abril de 2010) va ser un tirador d'esgrima italià que va competir entre les dècades de 1930 i 1950. Era fill de Giuseppe Mangiarotti i germà d'Edoardo Mangiarotti, ambdós tiradors d'esgrima.
El 1948 va prendre part en els Jocs Olímpics d'Estiu de Londres, on guanyà la medalla de plata en la prova d'espasa per equips del programa d'esgrima. Quatre anys més tard, als Jocs de Hèlsinki, va disputar dues proves del programa d'esgrima. Guanyà la medalla d'or en la prova d'espasa per equips i la de plata en la d'espasa individual.
En el seu palmarès també destaquen nou medalles al Campionat del món d'esgrima, cinc d'or, una de plata i dues de bronze, entre les edicions de 1937 i 1953. També guanya una medalla d'or als Jocs del Mediterrani de 1951 i sis campionats italians d'espasa individual, el 1936, 1938, 1940, 1946, 1951 i 1953.